# Bisoprolol
Bisoprolol je lek iz grupe beta blokatora, klase lekova koji se prvenstveno koriste za tretiranje kardiovaskularnih bolesti. On je selektivan za tip β1 adrenergičkog receptora. FDA je odobrila zahtev kompanije Duramed farmaceuti za Zebeta oralne tablete (Bisoprolol fumarat) 31. jula 1992. Od tog vremena niz drugih kompanija su dobile odobrenje za proizvodnju ovog leka.

## Klinička upotreba
Bisoprolol se koristi za tretiranje: visokog krvnog pritiska (hipertenzije), redukovanog protoka krvi do srca i kongestivnog zatajenja srca. On služi kao preventivni tretman pre, i kao primarni tretman nakon srčanog udara. Njime se umanjuju šanse od ponovnog udara. U slučaju srčane ishemije lek se koristi za redukovanje aktivnosti srčanog mišića i stoga umanjenje potražnja za kiseonikom i nutrijentima, tako da redukovano snabdevanje krvi još uvek može da bude dovoljno.

## Spoljašnje veze
- Monocor Prescribing information (PDF)

|  | Molimo Vas, obratite pažnju na važno upozorenje u vezi sa temama iz oblasti medicine (zdravlja). |